# Komfurfilm
|  | Denne artikel er oprettet af botten PalnaBot ud fra en ekstern database. Den kan derfor have sproglige fejl eller mangler. Denne skabelon kan fjernes efter kontrol af indholdet. |

Komfurfilm er en film instrueret af Ulrik Søgaard Hansen.

## Handling
Dette er en katastrofefilm. Filmen handler ikke om en overhængende fare. Katastrofen er allerede sket. Vi har tretten minutter til at genoplive komfuret. Der er hverken liv eller død - der er ingen der bliver næret og ingen der bliver spist. Vi har tretten minutter til en ny ceremoni og en ny tid.